# Elasticità di scala
L'elasticità di scala (in inglese elasticity of scale o total elasticity of production) è un particolare tipo di elasticità utilizzato nell'economia della produzione e originariamente introdotto dall'economista norvegese Ragnar Frisch (1965).
Data una funzione di produzione del tipo:
{\displaystyle \ y=f(\mathbf {x} )}
dove y è l'output e x è il vettore degli input in termini fisici, e uno scalare positivo λ, l'elasticità di scala si definisce come:
(1)  {\displaystyle \ \varepsilon =\left.{\frac {df(\lambda \mathbf {x} )}{d\lambda }}{\frac {\lambda }{f(\lambda \mathbf {x} )}}\right|_{\lambda =1}}
Diremo che la tecnologia esibisce localmente in x rendimenti di scala crescenti, costanti, o decrescenti, a seconda che l'elasticità di scala sia, rispettivamente, maggiore, uguale o minore di 1.
Da notare che la (1) può essere riscritta come:
{\displaystyle \ \varepsilon =\lim _{\lambda \rightarrow 1}{\frac {d\log f(\lambda \mathbf {x} )}{d\log \lambda }}}
Da cui, applicando la regola di L'Hopital otteniamo:
(2)  {\displaystyle \ \varepsilon =\lim _{\lambda \rightarrow 1}{\frac {\frac {d\log f(\lambda \mathbf {x} )}{d\lambda }}{\frac {d\log \lambda }{d\lambda }}}=\lim _{\lambda \rightarrow 1}{\frac {\lambda }{f(\lambda \mathbf {x} )}}\left({\frac {\partial f(\lambda \mathbf {x} )}{\partial (\lambda \mathbf {x} )}}\right)'\mathbf {x} ={\frac {1}{f(\mathbf {x} )}}\left({\frac {\partial f(\mathbf {x} )}{\partial \mathbf {x} }}\right)'\mathbf {x} =\sum _{i}{\frac {\partial f(\mathbf {x} )}{\partial x_{i}}}{\frac {x_{i}}{f(\mathbf {x} )}}}
Il termine i-esimo della sommatoria nella (2) non è altro che l'elasticità di output dell'input corrispondente, quindi l'elasticità di scala può essere anche calcolata come somma delle elasticità di output dei singoli fattori di produzione impiegati.